# Killin9Hit
Killin9Hit（キリングヒット、1989年5月14日 - ）は、韓国出身の元プロゲーマー、YouTuber、ストリーマー。本名はパク・ウィジョン（박의종）。ZETA DIVISION所属。主にライブ配信プラットフォーム「Twitch」で配信者として活動している。
徴兵経験者であり、韓国陸軍第21歩兵師団（朝鮮語版）に服務した。

## 人物
パーソナリティー
- 愛称は「KH（ケー・エイチ）さん」。
- 飼い猫にムム、シュウ（どちらもシンガプーラ）がいる。
- 血液型はA型[4]。
- 父は読売ジャイアンツのファン。
- 弟がいる。

ゲーム・配信
- Overwatchでグランドマスター（最高ランク）・アジア70位に登る実力者。
- 2017年2月28日にDeToNatorのストリーマー部門に加入し、同年12月にDeToNator KOREA PUBG部門に移籍。プロ選手兼コーチ（ゼネラルマネージャー）として活躍していた。
- PUBGプレイ配信中、狂気の人格が現れ残虐なキルを行うことで有名。Twitchのスタンプにも「狂」と「気」のスタンプがあり、組み合わせて使われている。

## 経歴
2016年に韓国OW大会の解説者を務める。
2017年2月28日にDeToNatorのストリーマー部門に加入。KHTVとして、OWや韓国語講座を主に配信する。
同年12月28日にDeToNator KOREA PUBG部門に移籍。PUBG KR初代メンバー兼ゼネラルマネージャーを務めた。
2022年1月21日にDeToNatorを卒業。
2022年7月8日にZETA DIVISION クリエーター部門に加入。
2022年10月1日に日本に移住。2025年現在、妻のSOM（ソム）、猫2匹と共に住んでいる。

## 関連人物
- StylishNoob
- SPYGEA
- SHAKA
- YamatoN